# Калиновка (Искитимский район)
Калиновка — деревня в Искитимском районе Новосибирской области. Входит в состав Тальменского сельсовета.

## География
Площадь деревни — 55 гектар

## Население
| 2002 | 2007 | 2010 |
| ---- | ---- | ---- |
| 204  | ↗214 | ↘182 |

## Инфраструктура
В деревне по данным на 2007 год функционирует 1 учреждение здравоохранения и 1 учреждение образования.